# Heinz Reifenberg
Heinz Reifenberg (* 20. März 1894 in Berlin als Heinrich Julius Reifenberg; † 1968 in London) war ein deutscher Architekt.

## Leben
Heinz Reifenberg war ein Sohn des Ehepaars Ernst und Rosa Reifenberg, geb. Ginsberg. Der Großvater Ginsberg, ein reicher Textilfabrikant, stammte aus Częstochowa in Kongresspolen.
Heinz Reifenbergs Geschwister waren die Künstlerin Adèle Reifenberg und der Geologe Adolf Reifenberg. Reifenberg studierte von 1912 bis 1915 an der Technischen Hochschule Charlottenburg Architektur. Als er an Tuberkulose erkrankte, wurde er 1913 ins Waldsanatorium in Davos geschickt, in dem zu dieser Zeit auch Katia Mann in Behandlung war. Nach Ausbruch des Ersten Weltkriegs versuchte der Leiter des Sanatoriums, ihn vom Militärdienst freistellen zu lassen, was aber nicht gelang. Reifenberg wurde eingezogen und kämpfte in einem Gardefeldartillerieregiment in Flandern und vor Verdun. Schließlich geriet er in französische Kriegsgefangenschaft, aus der er nach drei Wochen fliehen konnte. Das Vermögen seiner Familie ging teils durch die Russische Revolution, teils in der Inflationszeit verloren. Er setzte sein Architekturstudium in den Technischen Hochschulen Darmstadt und Stuttgart fort und schloss es am 6. März 1922 an der Technischen Hochschule Berlin ab. Nach 3 Jahren Mitarbeit im Architekturbüro von Alfred Breslauer & Paul Salinger (Breslauer & Salinger) machte er sich als Architekt in Berlin selbstständig, wo er bis zu seiner Flucht vor den Nationalsozialisten lebte und arbeitete. Reifenberg war seit dem 30. März 1922 mit der Nummer 7392 Mitglied des Architekten- und Ingenieurvereins zu Berlin wie auch der Jüdischen Gemeinde Berlin; sein Antrag auf Mitgliedschaft in der Reichskulturkammer der Bildenden Künste wurde abgelehnt.
Am 15. März 1928 heiratete er die Schriftstellerin Gabriele Tergit, mit der er den Sohn Ernst Robert Reifenberg bekam. Ein zweites Kind wurde 1931 wegen einer Krankheit Gabriele Tergits abgetrieben. Die Familie lebte in einer Sechszimmerwohnung im Siegmundshof 22, die Gabriele Tergits Vater ihr gekauft hatte. Reifenberg, der eher konventionell baute, hatte damals viele Aufträge. Er emigrierte nach der Machtergreifung der Nationalsozialisten über Prag nach Palästina, wohin ihm im November 1933 seine Frau und sein Sohn folgten, die er schon am Tag vor den Reichstagswahlen über die tschechische Grenze gebracht hatte, nachdem SA-Männer versucht hatten, in die Wohnung der Familie einzudringen.
Ein Verwandter hatte ihn beauftragt, ihm ein Haus in Jerusalem zu bauen. Die Familie lebte nach der Flucht nach Palästina zunächst bei dem Wiener Schriftsteller Eugen Hoeflich, der sich nun Ya'akow ben Gavriêl nannte, und zog dann in eine Wohnung in der Harjakon-Straße 102 in Tel Aviv. Unter den Zionisten in Palästina fühlte sich aber Gabriele Tergit nicht wohl; der Sohn, Peter genannt, litt unter dem Sprachwechsel und die Familie wurde von Krankheiten heimgesucht: Heinz Reifenberg infizierte sich mit Poliomyelitis. Nachdem Gabriele Tergit, die illegal eingereist war, 1938 einen Palästina-Pass bekommen hatte, reiste die Familie noch im selben Jahr über Haifa, Alexandria und Marseille nach London aus. Heinz Reifenberg blieb dort zwar dank des Palästina-Passes die Internierung als „enemy alien“ nach Kriegsausbruch erspart, er konnte aber keine Arbeitserlaubnis bekommen. Erst in der Nachkriegszeit konnte er wieder als Architekt tätig werden.
Die Geschichte der Familie Reifenberg-Ginsberg verarbeitete Gabriele Tergit in ihrem Roman Effingers.

## Bauten
In Berlin entwarf Reifenberg eine moderne Landvilla für den Konfektionär Walter Kristeller, in Jerusalem ein Universitätsgebäude. Unter Denkmalschutz stehen mittlerweile die Berliner Häuser Griegstraße 9/11 aus den Jahren 1927/29 und Regerstraße 5, ebenfalls von 1927/29.
Von Reifenberg stammt auch die 1958 errichtete Belsize Square Synagogue. Zusammen mit George Grenfell-Baines entwarf er 1948/51 den Power and Production Pavilion für London’s South Bank auf dem Festival of Britain. Das jüdische Altersheim Otto-Schiff-Haus in Hampstead stammt aus dem Jahr 1957, das Heinrich Stahl House, ebenfalls in Hampstead, aus dem Jahr 1960. Letzteres war ein Erweiterungsbau der Villa von Gracie Fields.